# Herman Karl von Keyserling
Pour les articles homonymes, voir Keyserling.
Herman Karl von Keyserling, né en 1697 à Brocēni (aujourd'hui en Lettonie) et mort le 30 septembre 1764 à Varsovie, est un noble germano-balte du duché de Courlande et un diplomate au service de la Russie, mécène de Jean-Sébastien Bach et précepteur de Stanislas Antoine Poniatowski, futur roi de Pologne Stanislas II.

## Biographie

### Origines familiales et formation
Il est issu d'une famille germano-balte originaire de Bielefeld, installée dans le duché de Courlande et Sémigallie, entité vassale de la Pologne depuis la sécularisation de l'ordre de Livonie en 1562.
Keyserling, né dans le village de Blieden (aujourd'hui Blīdene, dans la commune de Brocēni), est formé à Danzig et à Königsberg, ville prussienne pourvue d'une importante université.

### Entrée au service de la Russie (1730-1734)
En 1730, il est chargé par la noblesse de Courlande d'aller à Saint-Pétersbourg féliciter la tsarine Anne après son accession au trône russe et informer Ernst Johann von Biron de son intégration au sein de la noblesse courlandaise, après une longue période d'attente.
Grâce à l'appui de Biron auprès de la tsarine Anne, il entre au service de la Russie comme vice-président du Conseil judiciaire de Livonie et d'Estonie et est nommé président de l'Académie des sciences de Russie. À ce poste, il réalise en un peu plus d'un an (9 août 1733-23 septembre 1734) un travail notable.

### Ambassadeur de Russie à Dresde et à Varsovie
En 1734, il est nommé ambassadeur de Russie auprès d'Auguste III, qui réside tantôt à Dresde capitale de l'électorat de Saxe, tantôt à Varsovie, Auguste III étant depuis 1733 à la tête de la république des Deux Nations (royaume de Pologne et grand-duché de Lituanie), où il a été imposé par une alliance russo-autrichienne face à Stanislas Leszczynski, candidat de la France. Keyserling joue alors un rôle important pour rallier de nombreux nobles polonais à Auguste III. En 1736, il atteint le grade de « conseiller privé » de Russie.
En 1737, il obtient d'Auguste III la liberté d'élection du duc de Courlande par la noblesse du pays, permettant à Biron d'accéder à cette fonction.
C'est dans les années qui suivent qu'il rencontre Bach à Dresde et l'aide à devenir « compositeur de la cour royale de Pologne et électorale de Saxe ». Lui-même rémunère un musicien (Kammermusicus), Johann Gottlieb Goldberg, connu à travers une œuvre que Keyserling aurait commandée à Bach, les Variations Goldberg. À Varsovie, il est admiré par la noblesse polonaise pour son érudition et son excellente connaissance du latin. De 1744 à 1749, il est précepteur de Stanislas Antoine Poniatowski, le futur roi de Pologne Stanislas II Auguste.
En 1744, il est fait comte d'Empire et assiste à la diète de Francfort pour l'élection comme empereur de François de Lorraine, époux de Marie-Thérèse d'Autriche. À cette occasion, le titre impérial du tsar de Russie est reconnu par le Saint Empire.
Pendant les guerres de Silésie de la guerre de Succession d'Autriche, il essaie de convaincre les Polonais de se joindre à l'Autriche, à laquelle la Saxe est alliée, contre la Prusse.

### Ambassadeur à Vienne (1752-1761)
En 1752, il est envoyé comme ambassadeur extraordinaire à Vienne.

### Retour à Varsovie (1762-1764)
En 1762, il est appelé à Saint-Pétersbourg par le tsar Pierre III, mais n'y arrive qu'après le coup d'État de son épouse Catherine, devenue Catherine II (28 juin). D'abord conseiller diplomatique de Catherine aux côtés de Panine, il est renvoyé à Varsovie en décembre 1762, alors que le règne d'Auguste III, malade, touche à sa fin et que se pose la question de sa succession.
Tombé malade, il est secondé à partir de novembre 1763 par Nicolas Repnine, qui devient ambassadeur à Varsovie à la mort de Keyserling, mort quelques semaines après l'élection de Stanislas II Auguste comme roi de Pologne.

## Sources
- (en) Cet article est partiellement ou en totalité issu de l’article de Wikipédia en anglais intitulé « Herman Karl von Keyserling » (voir la liste des auteurs).

- (pl) Cet article est partiellement ou en totalité issu de l’article de Wikipédia en polonais intitulé « Herman Karl von Keyserling » (voir la liste des auteurs).